# 法羅群島地理

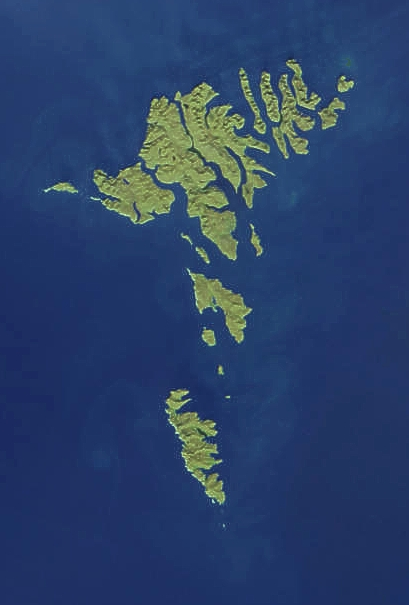
法羅群島衛星地圖

法羅群島是位於挪威海和北大西洋之間的一個群島，由18個島嶼組成，大約位於挪威和冰島距離的一半處。法羅群島的陸地面積是1393平方公里。法羅群島的海岸線總長度為1,117公里。法羅群島的氣候夏季涼爽，冬季則較為溫和。天氣經常是陰天，霧天和強風也不少見。法羅群島的最高峰是斯萊塔拉山，高882米。法羅群島的主要資源是水力和漁業。